# The Lost Express (film 1925)
The Lost Express è un film del 1925, diretto da J.P. McGowan.

## Trama
John Morgan, a bordo di un vagone trainato da una locomotiva, entrambi appartenenti alla compagnia ferroviaria di cui è proprietario, sta dirigendosi a Cedar Springs. Ha un appuntamento con la figlia Ruth, che si sta recando in auto nella la medesima località, e che gli dovrà consegnare la nipotina Alice affinché lui provveda a farla espatriare. La bambina, figlia di Ruth e del marito Arthur Standish, dopo la loro separazione è stata affidata alla madre, che intendeva, con questa mossa, sottrarre la piccola all'influsso del padre. La notizia del previsto incontro del magnate delle ferrovie e della figlia, e della sua motivazione, era trapelata sui giornali. John Morgan temeva quindi che Arthur avrebbe seguito Ruth e la bambina e si sarebbe presentato a Cedar Springs: perciò, per depistarlo, aveva deciso di far pervenire la piccola Alice alla stazione di Cedar Springs non in auto con la madre, ma "spedendola" come un pacco postale, con tanto di bolla accompagnatoria, su un treno merci.
La precauzione appare superata dal momento che il treno che portava John Morgan non sarebbe mai giunto alla stazione: alcuni malviventi – i cui motivi appaiono sconosciuti – avevano infatti assaltato il treno e lo avevano dirottato, tenendo prigionieri i suoi occupanti. La bambina viene "recapitata" in orario alla stazione, viene accolta dalla madre (e dallo zio Alvin, che aveva accompagnato la sorella) e puntualmente rapita dal padre.
Helen Martin, l'intraprendente capostazione di Cedar Springs, intanto, si mette sulle tracce dell'espresso misteriosamente scomparso: appare infatti che il treno sia giunto regolarmente alla stazione vicina, mentre non esistono snodi ferroviari di lì a Cedar Springs. Ma prima, Helen si occupa della bambina rapita: raggiunge l'appartamento disabitato e fatiscente nei pressi della linea ferroviaria, nel quale Arthur aveva portato la bambina. Lì erano giunti anche Ruth e Alvin, e fra tutti si stavano contendendo violentemente la piccola, che evidentemente rischiava di essere traumatizzata nel vedere i genitori che lottavano; Helen quindi decide saggiamente di portarla via. Forse meno saggiamente, si cala con Alice lungo la grondaia dell'edificio. I genitori, a questo punto, si rendono conto del loro errore e si riconciliano. Helen si allontana insieme ad Alvin e ad Alice, per mettersi alla ricerca del treno perduto.
I rapitori facevano guardia armata al treno dirottato, ora fermo su un binario nascosto fra i boschi. Il cuoco di bordo getta i cartoncini del menù in un piccolo ruscello poco distante. Poco tempo dopo Helen, più a valle, nota un uomo che sta liberando una grata - in una piccola chiusa a lato della strada, attraverso cui scorreva l'acqua del ruscello - dai cartoncini che l'avevano intasata. Riconosce su di essi l'inconfondibile logo della cucina del treno scomparso, e ne deduce che il treno deve trovarsi da qualche parte più a monte, probabilmente sui vecchi binari della segheria, in disuso da anni. Helen e Alvin lasciano la bambina in cura a questo simpatico sconosciuto per poi seguire la pista.
Sul luogo giungono in seguito anche Ruth e il marito. L'uomo della chiusa affida la bambina ai genitori, che sono per lui perfetti sconosciuti. Intanto i sequestrati del treno disperso, grazie all'iniziativa del cuoco, riprendono possesso del mezzo, e ripartono su di esso. Ma sono su un binario morto: occorrerà un nuovo intervento acrobatico di Helen, coaudiuvata da Alvin, per impedire il pericoloso deragliamento. John Morgan viene infine raggiunto da Ruth, Alice e Arthur: quest'ultimo confessa che i dirottatori sono stati ingaggiati da lui per rapirlo fino a che non fosse riuscito a riconciliarsi con la moglie. John dà la sua benedizione alla coppia finalmente ricostituita e alla nuova coppia: Alvin e Helen. 

## Produzione
The Lost Express, girato ai California Studios di Hollywood fa parte di una serie di otto film drammatici con la ferrovia e i treni come argomento; tutti sono stati diretti da J.P. McGowan ed interpretati da sua moglie Helen Holmes, che, dopo le riprese, si è ritirata dalle scene (eccettuato un ruolo minore nel film Poppy, di A. Edward Sutherland, del 1936). La Holmes, peraltro, aveva iniziato la propria fortunata carriera col serial cinematografico The Hazards of Helen, in cui interpretava una avventurosa dipendente delle ferrovie.
The Lost Express non è un remake del film, che curiosamente porta lo stesso titolo, che Holmes ha interpretato, sempre diretta da J.P. McGowan, nel 1917.
La pellicola per l'uscita statunitense constava di 5 rulli per una lunghezza totale di 1500 metri.
Copie della pellicola (positive, formato 16mm) sono conservate presso l'Academy Film Archive di Hollywood, il Berkeley Art Museum and Pacific Film Archive, e la Biblioteca del Congresso statunitense.

## Distribuzione
Il film, distribuito dalla Royal Pictures, è uscito nelle sale cinematografiche statunitensi secondo alcune fonti nel luglio del 1925, secondo altre il 15 agosto 1926.
The Lost Express è stata edita in VHS dalla Grapevine Video, e in DVD nel 2012 dalla Alpha Video. Il film è visionabile sulla piattaforma YouTube.